# Sorrel (Louisiane)
Pour les articles homonymes, voir Sorrel.
Sorrel est une census-designated place de la paroisse de Sainte-Marie, en Louisiane, aux États-Unis. 